# Anneke Krijnen
Johanna Helena (Anneke) Krijnen (Apeldoorn, 29 mei 1943) was van 1977 tot 1981 Tweede Kamerlid voor de VVD.
In haar periode in de Tweede Kamer stond zij bekend als Anneke Vrijlandt-Krijnen. In 1986 werd Krijnen door minister Eegje Schoo benoemd tot voorzitter van de Nationale Commissie Voorlichting en Bewustwording Ontwikkelingssamenwerking.
- Parlement.com: vg09llignjph